# 神秘之旅 (洛基)
〈神秘之旅〉（英語：Journey Into Mystery）是美國超級英雄類型的網路影集《洛基》的第一季的第五集，本集由湯姆·考夫曼編劇，凱特·赫倫執導，於2021年7月7日在Disney+首播。本集为漫威電影宇宙的系列作品之一，與漫威電影宇宙系列電影處於同一架空世界和共同世界。湯姆·希德斯頓繼續飾演漫威電影宇宙系列電影中的角色洛基，蘇菲雅·迪馬蒂諾出演洛基的女性版本變體希薇，主演還包括古古·瑪芭塔-勞、烏米·馬薩庫、傑克·維爾、道比·歐帕瑞、塔拉·史壯、理查·E·格蘭特和歐文·威爾森。

## 劇情
洛基的四名變體分別是少年洛基、自負洛基、經典洛基和鱷魚洛基，他們告訴洛基現在置身於「虛無」之地，並帶著他躲避類似於風暴的怪物「玉衡」的攻擊。希薇在時間變異管理局逼迫拉芙娜·洛斯蕾爾說出幕後主謀，洛斯蕾爾聲稱自己一無所知。洛斯蕾爾透露洛基可能仍存活於虛無之地，希薇自我刪除，前往虛無之地尋找洛基。洛斯蕾爾找到被監禁的獵人B-15，希望得知希薇的說詞。隨後洛斯蕾爾要求分鐘小姐查找關於時間變異管理局的起源檔案。梅比斯·M·梅比斯救下被玉衡追擊的希薇。洛基跟蹤四名變體來到地堡，企圖說服他們幫助自己回到時間變異管理局，然而沒有得到響應。總統洛基帶著變體軍隊找到此處，自負洛基暗中聯合總統洛基企圖奪取此地的王位。鱷魚洛基咬掉總統洛基的手掌，雙方發生混戰。少年洛基、經典洛基和鱷魚洛基帶著洛基趁機逃離地堡。洛基說服他們共同面對玉衡，眾人與希薇和梅比斯會面。希薇稱可以用迷心術感知玉衡背後的操縱者。少年洛基、經典洛基和鱷魚洛基選擇留在此地。梅比斯通過時光門回到時間變異管理局。洛基要求與希薇共同面對玉衡。洛基試圖創造分歧點事件吸引玉衡的注意力，但是未獲成功，玉衡開始試圖吞噬希薇。經典洛基創造出阿斯嘉的幻象吸引玉衡的注意力，隨後他被玉衡吞噬。希薇的迷心術取得成功，她與洛基走向顯現於玉衡幕後的城堡。

## 製作

### 開發
2018年9月，報道稱漫威影業正在為該平台開發數個迷你網路影集，其中包括以洛基為主要角色的影集。2018年11月，迪士尼首席執行官羅伯特·艾格確認該影集正在開發中，湯姆·希德斯頓繼續飾演漫威電影宇宙系列電影中的角色洛基。2019年2月，麥可·沃爾德倫被選定為節目統籌兼執行製片人。8月，凱特·赫倫被聘為影集導演。麥可·沃爾德倫、凱特·赫倫和主演湯姆·希德斯頓以及漫威影業的凱文·費吉、路易斯·德·埃斯波西托（Louis D'Esposito）、維多莉亞·阿隆索和斯蒂芬·布魯薩德（Stephen Broussard）擔當執行製片人。本集標題為〈神秘之旅〉（Journey Into Mystery），由湯姆·考夫曼編劇，該集標題取自1962年發行的同名漫畫系列，漫威在該漫畫系列之中首次引入雷神索爾和洛基。

### 選角
本集的主要角色包括湯姆·希德斯頓飾演的洛基和總統洛基、蘇菲雅·迪馬蒂諾出演洛基的女性版本變體希薇、古古·瑪芭塔-勞飾演的拉芙娜·洛斯蕾爾、烏米·馬薩庫飾演的獵人B-15、傑克·維爾飾演的少年洛基、道比·歐帕瑞飾演的自負洛基、塔拉·史壯聲演的分鐘小姐、理查·E·格蘭特飾演的經典洛基和歐文·威爾森飾演的梅比斯·M·梅比斯:45:07–45:45。此外，尼爾·埃利斯出演獵人D-90（Hunter D-90）:46:33。

### 拍攝
主體拍攝在喬治亞州亞特蘭大的松林製片廠開機:9。凱特·赫倫擔當導演，奧特姆·杜拉德·阿卡波擔當攝影指導:2。製作組開始在亞特蘭大都會區取景拍攝，亞特蘭大馬奎斯萬豪酒店在影集中被布置成時間變異管理局的總部。

### 特效
後期特效製作公司包括光影魔幻工業、和:47:45–48:03。

## 發行
〈神秘之旅〉於2021年7月7日在Disney+首播。Disney+於同日釋出《辛普森家庭》的衍生動畫電影短片《好人、巴特和洛基》，片中洛基被逐出阿斯嘉，他與巴特·辛普森合作，面對從漫威電影宇宙來到春田鎮的超級英雄和反派。

## 迴響
〈神秘之旅〉得到整體好評。根据評論匯總网站爛番茄汇总的28篇评论文章，89%的评论家给予该作正面评价，使之獲得「認證新鮮」標識，平均打分为7.7分（满分10分）。

## 資料來源
1. ↑  Kroll, Justin. . Variety. 2018-09-18  [2018-09-18]. （原始内容存档于2018-09-19） （美国英语）.
2. ↑  Chmielewski, Dawn C.; Hipes, Patrick. . Deadline Hollywood. 2018-11-08  [2018-11-09]. （原始内容存档于2018-11-08） （美国英语）.
3. ↑  Kit, Borys. . The Hollywood Reporter. 2019-02-15  [2019-02-18]. （原始内容存档于2019-02-18） （美国英语）.
4. 1 2  Vejvoda, Jim. . IGN. 2019-08-24  [2019-08-24]. （原始内容存档于2019-08-24） （美国英语）.
5. ↑  Anderson, Jenna. . ComicBook.com. 2021-05-19  [2021-05-19]. （原始内容存档于2021-05-20） （美国英语）.
6. ↑  Sepinwall, Alan. . Rolling Stone. 2021-07-07  [2021-07-07]. （原始内容存档于2021-07-07） （美国英语）.
7. ↑  Morgan, Lauren. . Entertainment Weekly. 2021-07-07  [2021-07-07]. （原始内容存档于2021-07-07） （美国英语）.
8. 1 2 3  Kauffman, Tom. . . 第1季. 第5集. 2021-07-07  [2021-07-08]. Disney+. （原始内容存档于2021-09-10） （美国英语）.片尾演職員表於43:44開始。
9. ↑  Sandberg, Bryn Elise. . The Hollywood Reporter. 2020-07-02  [2020-07-02]. （原始内容存档于2020-07-02） （美国英语）.
10. 1 2   (PDF). Disney Media and Entertainment Distribution.   [2021-06-06]. （原始内容存档 (PDF)于2021-06-06） （美国英语）.
11. ↑  Fisher, Jacob. . Discussing Film. 2019-11-16  [2019-11-17]. （原始内容存档于2019-11-16） （美国英语）.
12. ↑  Walljasper, Matt. . Atlanta. 2020-02-29  [2020-03-02]. （原始内容存档于2020-03-02） （美国英语）.
13. ↑  Whitbrook, James. . io9. 2021-04-05  [2021-04-05]. （原始内容存档于2021-04-05） （美国英语）.
14. ↑  Frei, Vincent. . Art of VFX. 2021-05-19  [2021-06-07]. （原始内容存档于2021-06-07） （美国英语）.
15. ↑  . The Futon Critic.   [2021-07-07]. （原始内容存档于2021-07-07） （美国英语）.
16. ↑  Ferme, Antonio. . Variety. 2021-06-30  [2021-06-30]. （原始内容存档于2021-06-30） （美国英语）.
17. ↑  . Rotten Tomatoes. Fandango Media.   [2024-06-05] （美国英语）.

## 外部連結
- 互联网电影数据库上神秘之旅的资料（英文）
- 漫威官網提供的本集指南 （页面存档备份，存于）
- 漫威官網提供的本集回顧 （页面存档备份，存于）